# Rigny-le-Ferron
Rigny-le-Ferron település Franciaországban, Aube megyében. Lakosainak száma 322 fő (2022. január 1.). Rigny-le-Ferron Bérulle, Paisy-Cosdon, Saint-Benoist-sur-Vanne, Vulaines, Cérilly, Coulours és Flacy községekkel határos.

## Népesség
A település népessége az elmúlt években az alábbi módon változott:
| Lakosok száma | 501  | 347  | 296  | 365  | 362  | 362  | 352  | 325  | 322  | 322  |
|               | 1968 | 1982 | 1990 | 2006 | 2013 | 2015 | 2017 | 2019 | 2020 | 2022 |